# Roxana Baldetti
Roxana Baldetti (Città del Guatemala, 13 maggio 1962) è una politica e giornalista guatemalteca.
È stata la prima vicepresidente donna del Guatemala dal 2012 sino alle sue dimissioni nel 2015, a causa di un caso di corruzione.

## Biografia
Proviene da una famiglia cattolica consevatrice, frequenta la scuola primaria diplomandosi poi con qualifica di insegnante al El Sagrado Corazón de Jesús presso il Centro Storico del Guatemala, conseguendo poi la laurea in giornalismo presso l'Università di San Carlos del Guatemala.
Sposa nel 1987 Mariano Paz con cui ha due figli, Luis Pedro e Mario
Lavorare come supplente nella scuola elementare e poi inizia a scrivere articoli per il notiziario televisivo  Aquí el Mundo. È co-fondatrice del telegiornale TV Noticias  e lavora all'Univisión come corrispondente dal Guatemala.  Lavora per le Nazioni Unite per la difesa dei diritti delle donne.
Fonda un'azienda di prodotti di bellezza e una catena di centri estetici.

## Carriera politica
Nel 1990 viene nominata Sottosegretario alle relazioni pubbliche per la Presidenza della Repubblica. Con Otto Perez Molina contribuisce nel 2001 alla fondazione del Partito Patriota, e viene eletta deputata del Congresso nazionale.
Si dimette dal Congresso nell'agosto 2011, per candidarsi alla presidenza in coppia con Otto Perez Molina; sarà vicepresidente del Venezuale dal 14 gennaio 2012 all'8 maggio 2015, costretta a dimettersi per le accuse di corruzione.

## Dimissioni e arresto
Nel 2013, il quotidiano guatemalteco El Periódico pubblica i dettagli di alcuni suoi acquisti, tra cui alcune case multimilionarie, un elicottero del valore di oltre 13 milioni di dollari e altri beni di lusso che non sarebbero potuti provenire dal reddito suo o del marito. Lei avvia un ricorso contro l'editore ma l'Inter American Press Association denuncia tale azione giudiziaria come un'autentica forma di censura. Nel maggio 2015, le Nazioni Unite avviano un’indagine anticorruzione che provoca l’arresto di 24 persone, tutti funzionari, alcuni legati alla vicepresidente,  che hanno ricevuto tangenti per ridurre i dazi doganali. La vicenda compromette la sua carriera costringendola a dare le dimissioni dall'incarico di vicepresidente
Nell'agosto 2015 viene arrestata con l'accusa di truffa e frode  e nell'ottobre 2017, viene dichiarata colpevole di tangenti finalizzate all'elusione dei dazi doganali. Nell'ottobre 2018 è condannata a 15 anni di reclusione per frode e per aver favorito il traffico di droga proveniente dagli Stati Uniti.

## Il caso "La Línea"
Nel gennaio 2022, Baldetti compare come co-imputata di Otto Pérez Molina anche in un altro processo denominato "La Linea", le cui indagini partono dal 2015. Questo caso di corruzione inizia in Guatemala nell'aprile 2015, quando la CICIG (Commissione internazionale contro l'impunità in Guatemala) e i pubblici ministeri accusano alcuni politici del governo del presidente Pérez Molina di aver creato un sistema di corruzione doganale con l'aiuto di alti funzionari dell'amministrazione fiscale.
Questi eventi hanno provocato il'indignazione di molti cittadini e grandi  manifestazioni pacifiche, con la richiesta di dimissioni immediate dal governo di tutte le persone coinvolte. Fra coloro che hanno chiesto a gran voce le dimissioni di Pérez Molina e di Baldetti c’è anche la premio Nobel per la pace, Rigoberta Menchu, che ha invitato i cittadini a continuare a difendere la dignità e la giustizia rimanendo uniti nella lotta contro la corruzione e l’impunità. Nell'agosto 2015 i pubblici ministeri e il CICIG chiedono l'arresto di Baldetti e l'impeachment del presidente Otto Pérez Molina per il loro coinvolgimento nel caso
Gli eventi raggiungono il culmine durante l'udienza legale di Baldetti. In una conversazione telefonica riportata nell'indagine, si ascolta la voce del presidente Perez Molina che chiede al direttore della SAT, la Sovrintendenza dell'Amministrazione Fiscale guatemaltese, molti cambiamenti di personale, presumibilmente per assumere persone legate agli illeciti sui dazi. Uno sciopero nazionale viene indetto dopo la pubblicazione di quella conversazione. Infine, il 1 settembre, Otto Pérez Molina viene messo sotto accusa e privato dell'immunità di cui godeva, e quindi si dimette.